# مسييه 49

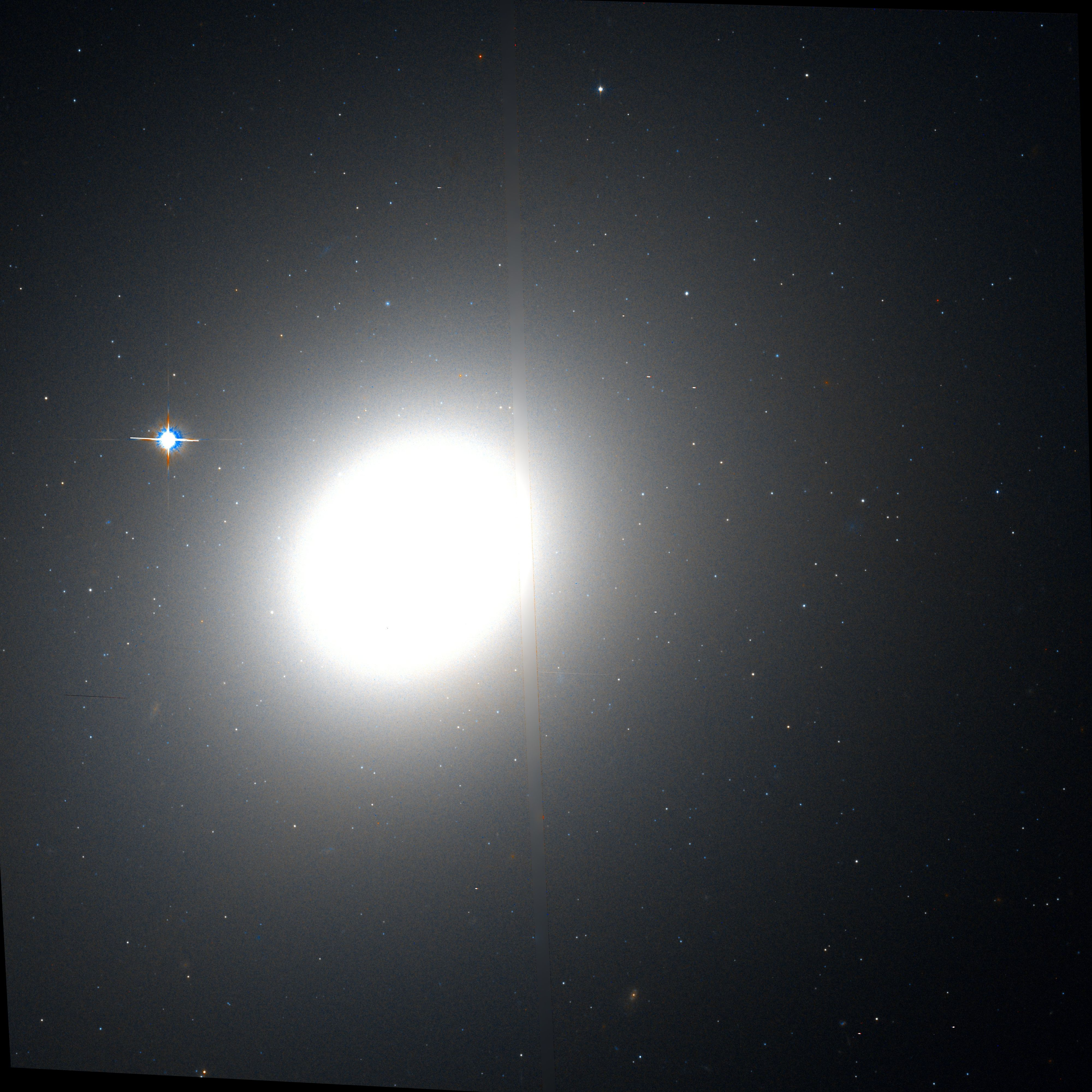
صورة المجرة م49 التقطها تلسكوب هابل الفضائي.

مسييه 49 أو م49 (بالإنجليزية: Messier 49 أو M 49 أوNGC 4472) هو مجرة إهليجية تبعد نحو 49 مليون سنة ضوئية من الأرض وتقع في كوكبة العذراء . اكتشفها شارل مسييه عام 1771 وأضافها إلى الفهرس المعروف باسمة فهرس مسييه .

## خصائص المجرة مسييه 49
يبلغ طول المجرة الإهليجية مسييه 49 نحو 2و10 دقيقة قوسية ويبلغ محورها العرضي 3و8 دقيقة قوسية. ويبلغ (سطوعها ) 9و4 قدر ظاهري.

## مستعر أعظم
اكتشف في المجرة مسييه 49 مستعر أعظم سمي SN 1969Q ، وكان ذلك الاكتشاف في يونيو عام 1969.

## مجرة تابعة
يوجد للمجرة مسييه 49 مجرة تابعة تسمى NGC 4467.

## اقرأ أيضا
- مجرة حلزونية
- مجرة
- قزم أبيض
- عملاق أحمر
- نجم
- مجرة إهليجية
- الانفجار العظيم
- نجم نيوتروني
- ثقب أسود
- خط زمني للانفجار العظيم

## وصلات خارجية
- موقع الكون